# Arbeitsgemeinschaft ostdeutscher Familienforscher
Die Arbeitsgemeinschaft ostdeutscher Familienforscher e. V. (AGoFF) ist ein genealogischer Verein, der sich mit Familienforschung in den ehemaligen deutschen Siedlungsgebieten in Mittel-, Ost- und Südosteuropa beschäftigt und seine Wurzeln in der 1927 in Breslau konstituierten  Niederschlesischen Arbeitsgemeinschaft für Familienforschung hat. Mit etwa 800 Mitgliedern ist er eine der größten genealogischen Vereinigungen in Deutschland. Er hat seinen Sitz in Herne.

## Forschungsgebiet
Das geographische Forschungsgebiet behandelt alle von Deutschen kurzzeitig oder länger besiedelten Gebiete im östlichen und südöstlichen Europa und erstreckt sich bis zum Ural. Forschungsinteresse ist dabei nicht nur die damalige deutsche Bevölkerung, sondern alle in der Region lebenden Einwohner und deren Beziehungen untereinander. Da in der Endphase des Zweiten Weltkrieges bzw. kurz nach Kriegsende von etwa 18 Millionen Deutschen in den Ostprovinzen etwa 14 Millionen in Richtung Westen geflüchtet oder vertrieben worden sind, finden sich heute – zwei bis drei Generationen später – in vielen deutschen Familien Vorfahren aus diesen Gebieten. Zu den zahlenmäßig größten zählen Schlesien, Ost- und Westpreußen sowie Pommern.
Der Verein unterhält eine Reihe von Forschungsstellen und -gruppen, welche die Arbeit der Mitglieder in den jeweiligen Forschungsgebieten koordinieren.

## Geschichte
Mitglieder des 1920 in Breslau gegründeten Schlesische Sonderzirkel Breslau der Zentralstelle für Deutsche Personen- und Familiengeschichte (heute: Zentralstelle für deutsche Personen- und Familiengeschichte) in Leipzig gründeten am 24. März 1927 in Breslau die Niederschlesische Arbeitsgemeinschaft für Familienforschung als erste genealogische Vereinigung in der Provinz Schlesiens. Schon 1930 gab man mit der Zeitschrift Der Schlesische Familienforscher ein wichtiges Heft mit familienkundlichen Hinweisen, Archivalienfunden und kleineren Editionen heraus, das 1944 kriegsbedingt eingestellt wurde. 1935 wurde der Verein in Arbeitsgemeinschaft für Schlesische Sippenkunde umbenannt. Mit Kriegsende 1945 stellte er seine Tätigkeit ein.
Unter Führung des letzten Vorsitzenden Curt Liebich wurde bereits 1948 eine neue Arbeitsgemeinschaft schlesischer Familienforscher begründet, die 1949 Gründungsmitglied des deutschen Dachverbandes Deutsche Arbeitsgemeinschaft genealogischer Verbände (DAGV) wurde. 1953 erfolgte die Umbenennung in den heutigen Namen und am 4. Mai 1958 wurde die Gruppe als eingetragener Verein in Herne konstituiert. Nach Liebich folgten in jeweils langen Amtsperioden die Vorsitzenden Rudolf Schönthür (1962–1974), Fritz Modler (1974–1982) und Detlef Kühn (1982–2010), bis 2010 Jürgen Frantz als Vorsitzender gewählt wurde.

## Mitglieder
Die Deutsch-Baltische Genealogische Gesellschaft ist ein Mitglied der AGoFF und hat dort die Funktion der "Forschungsstelle Baltikum".

## Bibliothek und Archiv
Die von 1948 bis 1980 gesammelte Literatur befindet sich als Dauerleihgabe in der Bibliothek der Stiftung Gerhart-Hauptmann-Haus in Düsseldorf. Jüngere Zugänge sowie das Vereinsarchiv sind in der Martin-Opitz-Bibliothek in Herne hinterlegt.

## Publikationen
- Archiv ostdeutscher Familienforscher (AOFF), Sammelband für Ahnen- und Stammlisten sowie Quelleneditionen, erscheint seit 1952 (ab 2010 in Jahresbänden, vorher als Heftlieferung)
- Zeitschrift für Ostdeutsche Familiengeschichte (ZOFG) (vor 2010: Ostdeutsche Familienkunde), für wissenschaftliche genealogische Darstellungen und Buchbesprechungen, erscheint seit 1953
- Wegweiser für genealogische und historische Forschungen in ehemals deutschen Siedlungsräumen im östlichen Europa, Archiv- und Quellenführer, erscheint seit 1978 (6. Auflage 2009)
- Schriftenreihe Quellen und Darstellungen zur Personengeschichte des östlichen Europa, hrsg. von Peter Bahl, einzelne Bände erscheinen seit 2010
- Arbeitsberichte (quartalsweise) für Mitglieder